# Курц Карел
Курц Карел (чеськ. K. Kurz) (1934) — чеський (чехословацький) дослідник античної історії і культури, в тому числі й античної нумізматики. Закінчив філософський факультет Карловського університету в Празі (1953—1958), кандидат історичних наук (1967). З 1961 — науковний співробітник нумізматичного відділу Національного музею в Празі. Одночасно займався викладацькою діяльністю у Празькому університеті. Основна тема його наукових досліджень — проблема економічного розвитку античних полісів, в тому числі периферійного світу. Найвідоміші праці — «Ремісничі колегії в римському Подунав'ї» (1960), «До методики вивчення історії економіки римських провінцій» (1968, 1981), «Економічна сфера в доримській Далмації» (1970), «Вступ до античної нумізматики. Ч. 1. Грецькі монети» (1982).